# Вулиця Асташкіна
Вулиця Аста́шкіна — вулиця в історичному центрі міста Одеса. Від Тираспольської вулиці йде паралельно Старопортофранківській і зливається з Дігтярною вулицею на площі Менделя Сфоріма.
Поштовий індекс Укрпошти — 65020.

## Історія
На міських планах з 1814 року як Крива вулиця. Окраїнне розташування вулиці визначило її господарський характер. Після прокладки Бульварної (Старопортофранківської) вулиці тут з'явилися будови, які розділили Криву вулицю на дві частини (показані на картах 1864, не 1866 р). У списку одеських вулиць 1865 року вказані Крива і Інша Крива вулиці. Одна з частин вулиці, Херсонської (нині — Пастера) до Ольгіївської, стала продовженням Ямської вулиці і називалася «Крива-Ямська» вулиця (1870—1886). Частина від Тираспольської до Гулевої через невелику довжину називалася також Кривим провулком. Уздовж кордону Порто-Франко були збудовані казарми. Деякі з них пізніше були переобладнані під провіантських склади (одноповерхова будівля колишнього провіантського складу збереглася між пров. Толстого і пров. Асташкіна), що і визначило нову назву вулиці — Провіантська (з 20 вересня 1902 р.).
Сучасну назву вулиця отримала в 1971 році на честь Героя Радянського Союзу Михайла Єгоровича Асташкіна, льотчика-винищувача 69-го винищувального авіаполку, що повторив 14 вересня 1941 року в бою під Одесою подвиг Гастелло.

## Пам'ятки

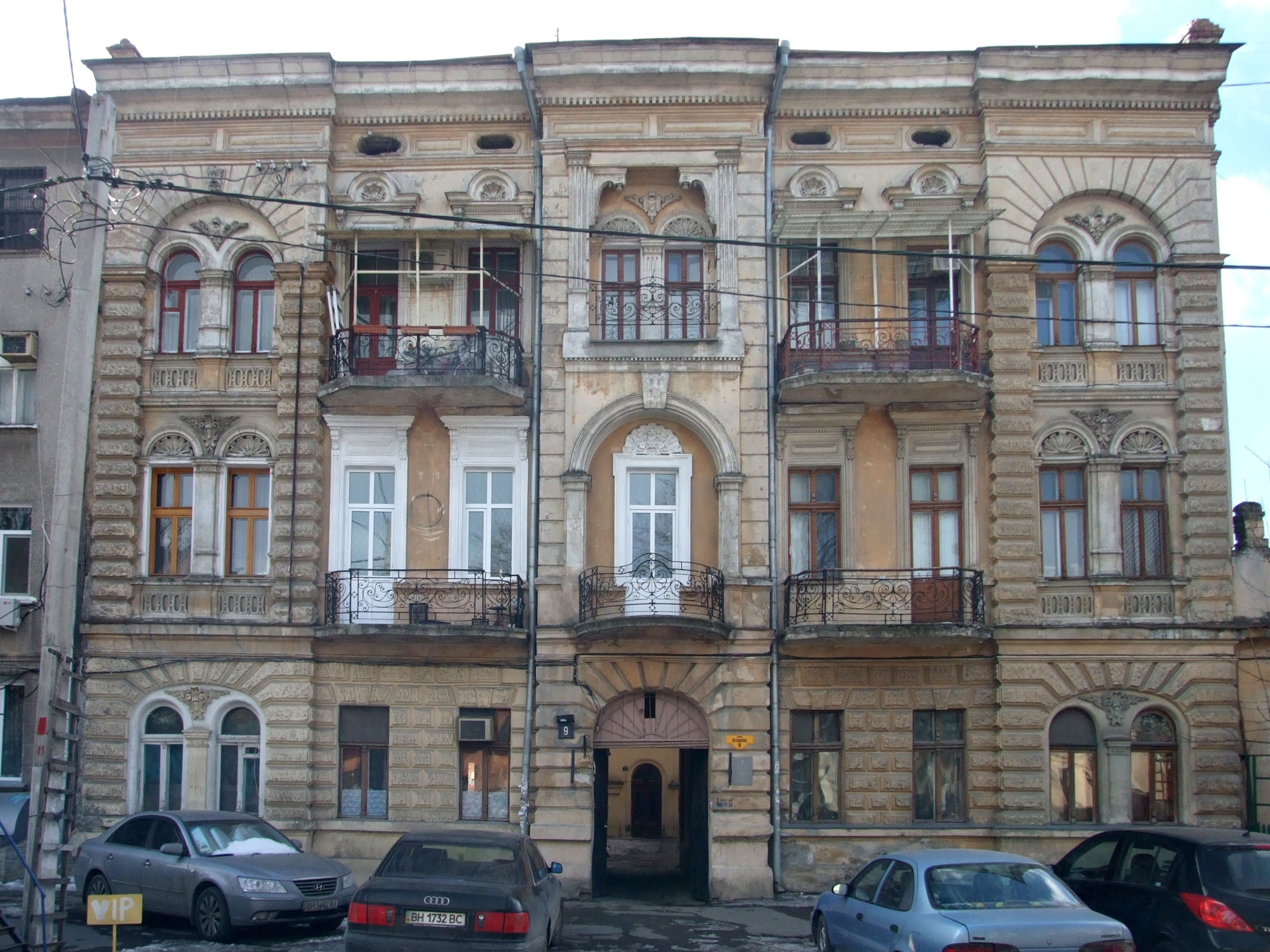
Будинок Рибака

- Будинок № 6 — лазня № 4.[1]
- Будинок № 9 — колишній прибутковий будинок Рибака.[2] пам'ятка архітектури